# Alois Wotawa
Alois Wotawa (Vienna, 11 giugno 1896 – Vienna, 12 maggio 1970) è stato un compositore di scacchi austriaco.
È considerato uno dei maggiori compositori di studi austriaci. Pubblicò oltre 380 lavori, in grande maggioranza studi e alcuni problemi. Molti suoi studi sono  caratterizzati da un'altissima tecnica costruttiva e profondità di analisi.
Ottenne il titolo di Giudice Internazionale per la composizione (1957) e di Maestro Internazionale della composizione (1966).
Pubblicò il libro « Auf Spurensuche mit Schachfiguren » (Ricercando con i pezzi degli scacchi, Berlino, 1965), una raccolta di 150 sue composizioni ampiamente commentate. Di professione era un magistrato.
Tre sue composizioni:
|   | a | b | c | d | e | f | g | h |   |
| 8 | b7 pedone del nero · d7 pedone del nero · g7 re del bianco · c6 pedone del nero · d6 alfiere del bianco · c5 pedone del bianco · e5 pedone del bianco · f5 re del nero · a4 pedone del nero · c4 pedone del bianco · d4 pedone del nero · d3 pedone del bianco · f2 pedone del bianco | b7 pedone del nero · d7 pedone del nero · g7 re del bianco · c6 pedone del nero · d6 alfiere del bianco · c5 pedone del bianco · e5 pedone del bianco · f5 re del nero · a4 pedone del nero · c4 pedone del bianco · d4 pedone del nero · d3 pedone del bianco · f2 pedone del bianco | b7 pedone del nero · d7 pedone del nero · g7 re del bianco · c6 pedone del nero · d6 alfiere del bianco · c5 pedone del bianco · e5 pedone del bianco · f5 re del nero · a4 pedone del nero · c4 pedone del bianco · d4 pedone del nero · d3 pedone del bianco · f2 pedone del bianco | b7 pedone del nero · d7 pedone del nero · g7 re del bianco · c6 pedone del nero · d6 alfiere del bianco · c5 pedone del bianco · e5 pedone del bianco · f5 re del nero · a4 pedone del nero · c4 pedone del bianco · d4 pedone del nero · d3 pedone del bianco · f2 pedone del bianco | b7 pedone del nero · d7 pedone del nero · g7 re del bianco · c6 pedone del nero · d6 alfiere del bianco · c5 pedone del bianco · e5 pedone del bianco · f5 re del nero · a4 pedone del nero · c4 pedone del bianco · d4 pedone del nero · d3 pedone del bianco · f2 pedone del bianco | b7 pedone del nero · d7 pedone del nero · g7 re del bianco · c6 pedone del nero · d6 alfiere del bianco · c5 pedone del bianco · e5 pedone del bianco · f5 re del nero · a4 pedone del nero · c4 pedone del bianco · d4 pedone del nero · d3 pedone del bianco · f2 pedone del bianco | b7 pedone del nero · d7 pedone del nero · g7 re del bianco · c6 pedone del nero · d6 alfiere del bianco · c5 pedone del bianco · e5 pedone del bianco · f5 re del nero · a4 pedone del nero · c4 pedone del bianco · d4 pedone del nero · d3 pedone del bianco · f2 pedone del bianco | b7 pedone del nero · d7 pedone del nero · g7 re del bianco · c6 pedone del nero · d6 alfiere del bianco · c5 pedone del bianco · e5 pedone del bianco · f5 re del nero · a4 pedone del nero · c4 pedone del bianco · d4 pedone del nero · d3 pedone del bianco · f2 pedone del bianco | 8 |
| 7 | b7 pedone del nero · d7 pedone del nero · g7 re del bianco · c6 pedone del nero · d6 alfiere del bianco · c5 pedone del bianco · e5 pedone del bianco · f5 re del nero · a4 pedone del nero · c4 pedone del bianco · d4 pedone del nero · d3 pedone del bianco · f2 pedone del bianco | b7 pedone del nero · d7 pedone del nero · g7 re del bianco · c6 pedone del nero · d6 alfiere del bianco · c5 pedone del bianco · e5 pedone del bianco · f5 re del nero · a4 pedone del nero · c4 pedone del bianco · d4 pedone del nero · d3 pedone del bianco · f2 pedone del bianco | b7 pedone del nero · d7 pedone del nero · g7 re del bianco · c6 pedone del nero · d6 alfiere del bianco · c5 pedone del bianco · e5 pedone del bianco · f5 re del nero · a4 pedone del nero · c4 pedone del bianco · d4 pedone del nero · d3 pedone del bianco · f2 pedone del bianco | b7 pedone del nero · d7 pedone del nero · g7 re del bianco · c6 pedone del nero · d6 alfiere del bianco · c5 pedone del bianco · e5 pedone del bianco · f5 re del nero · a4 pedone del nero · c4 pedone del bianco · d4 pedone del nero · d3 pedone del bianco · f2 pedone del bianco | b7 pedone del nero · d7 pedone del nero · g7 re del bianco · c6 pedone del nero · d6 alfiere del bianco · c5 pedone del bianco · e5 pedone del bianco · f5 re del nero · a4 pedone del nero · c4 pedone del bianco · d4 pedone del nero · d3 pedone del bianco · f2 pedone del bianco | b7 pedone del nero · d7 pedone del nero · g7 re del bianco · c6 pedone del nero · d6 alfiere del bianco · c5 pedone del bianco · e5 pedone del bianco · f5 re del nero · a4 pedone del nero · c4 pedone del bianco · d4 pedone del nero · d3 pedone del bianco · f2 pedone del bianco | b7 pedone del nero · d7 pedone del nero · g7 re del bianco · c6 pedone del nero · d6 alfiere del bianco · c5 pedone del bianco · e5 pedone del bianco · f5 re del nero · a4 pedone del nero · c4 pedone del bianco · d4 pedone del nero · d3 pedone del bianco · f2 pedone del bianco | b7 pedone del nero · d7 pedone del nero · g7 re del bianco · c6 pedone del nero · d6 alfiere del bianco · c5 pedone del bianco · e5 pedone del bianco · f5 re del nero · a4 pedone del nero · c4 pedone del bianco · d4 pedone del nero · d3 pedone del bianco · f2 pedone del bianco | 7 |
| 6 | b7 pedone del nero · d7 pedone del nero · g7 re del bianco · c6 pedone del nero · d6 alfiere del bianco · c5 pedone del bianco · e5 pedone del bianco · f5 re del nero · a4 pedone del nero · c4 pedone del bianco · d4 pedone del nero · d3 pedone del bianco · f2 pedone del bianco | b7 pedone del nero · d7 pedone del nero · g7 re del bianco · c6 pedone del nero · d6 alfiere del bianco · c5 pedone del bianco · e5 pedone del bianco · f5 re del nero · a4 pedone del nero · c4 pedone del bianco · d4 pedone del nero · d3 pedone del bianco · f2 pedone del bianco | b7 pedone del nero · d7 pedone del nero · g7 re del bianco · c6 pedone del nero · d6 alfiere del bianco · c5 pedone del bianco · e5 pedone del bianco · f5 re del nero · a4 pedone del nero · c4 pedone del bianco · d4 pedone del nero · d3 pedone del bianco · f2 pedone del bianco | b7 pedone del nero · d7 pedone del nero · g7 re del bianco · c6 pedone del nero · d6 alfiere del bianco · c5 pedone del bianco · e5 pedone del bianco · f5 re del nero · a4 pedone del nero · c4 pedone del bianco · d4 pedone del nero · d3 pedone del bianco · f2 pedone del bianco | b7 pedone del nero · d7 pedone del nero · g7 re del bianco · c6 pedone del nero · d6 alfiere del bianco · c5 pedone del bianco · e5 pedone del bianco · f5 re del nero · a4 pedone del nero · c4 pedone del bianco · d4 pedone del nero · d3 pedone del bianco · f2 pedone del bianco | b7 pedone del nero · d7 pedone del nero · g7 re del bianco · c6 pedone del nero · d6 alfiere del bianco · c5 pedone del bianco · e5 pedone del bianco · f5 re del nero · a4 pedone del nero · c4 pedone del bianco · d4 pedone del nero · d3 pedone del bianco · f2 pedone del bianco | b7 pedone del nero · d7 pedone del nero · g7 re del bianco · c6 pedone del nero · d6 alfiere del bianco · c5 pedone del bianco · e5 pedone del bianco · f5 re del nero · a4 pedone del nero · c4 pedone del bianco · d4 pedone del nero · d3 pedone del bianco · f2 pedone del bianco | b7 pedone del nero · d7 pedone del nero · g7 re del bianco · c6 pedone del nero · d6 alfiere del bianco · c5 pedone del bianco · e5 pedone del bianco · f5 re del nero · a4 pedone del nero · c4 pedone del bianco · d4 pedone del nero · d3 pedone del bianco · f2 pedone del bianco | 6 |
| 5 | b7 pedone del nero · d7 pedone del nero · g7 re del bianco · c6 pedone del nero · d6 alfiere del bianco · c5 pedone del bianco · e5 pedone del bianco · f5 re del nero · a4 pedone del nero · c4 pedone del bianco · d4 pedone del nero · d3 pedone del bianco · f2 pedone del bianco | b7 pedone del nero · d7 pedone del nero · g7 re del bianco · c6 pedone del nero · d6 alfiere del bianco · c5 pedone del bianco · e5 pedone del bianco · f5 re del nero · a4 pedone del nero · c4 pedone del bianco · d4 pedone del nero · d3 pedone del bianco · f2 pedone del bianco | b7 pedone del nero · d7 pedone del nero · g7 re del bianco · c6 pedone del nero · d6 alfiere del bianco · c5 pedone del bianco · e5 pedone del bianco · f5 re del nero · a4 pedone del nero · c4 pedone del bianco · d4 pedone del nero · d3 pedone del bianco · f2 pedone del bianco | b7 pedone del nero · d7 pedone del nero · g7 re del bianco · c6 pedone del nero · d6 alfiere del bianco · c5 pedone del bianco · e5 pedone del bianco · f5 re del nero · a4 pedone del nero · c4 pedone del bianco · d4 pedone del nero · d3 pedone del bianco · f2 pedone del bianco | b7 pedone del nero · d7 pedone del nero · g7 re del bianco · c6 pedone del nero · d6 alfiere del bianco · c5 pedone del bianco · e5 pedone del bianco · f5 re del nero · a4 pedone del nero · c4 pedone del bianco · d4 pedone del nero · d3 pedone del bianco · f2 pedone del bianco | b7 pedone del nero · d7 pedone del nero · g7 re del bianco · c6 pedone del nero · d6 alfiere del bianco · c5 pedone del bianco · e5 pedone del bianco · f5 re del nero · a4 pedone del nero · c4 pedone del bianco · d4 pedone del nero · d3 pedone del bianco · f2 pedone del bianco | b7 pedone del nero · d7 pedone del nero · g7 re del bianco · c6 pedone del nero · d6 alfiere del bianco · c5 pedone del bianco · e5 pedone del bianco · f5 re del nero · a4 pedone del nero · c4 pedone del bianco · d4 pedone del nero · d3 pedone del bianco · f2 pedone del bianco | b7 pedone del nero · d7 pedone del nero · g7 re del bianco · c6 pedone del nero · d6 alfiere del bianco · c5 pedone del bianco · e5 pedone del bianco · f5 re del nero · a4 pedone del nero · c4 pedone del bianco · d4 pedone del nero · d3 pedone del bianco · f2 pedone del bianco | 5 |
| 4 | b7 pedone del nero · d7 pedone del nero · g7 re del bianco · c6 pedone del nero · d6 alfiere del bianco · c5 pedone del bianco · e5 pedone del bianco · f5 re del nero · a4 pedone del nero · c4 pedone del bianco · d4 pedone del nero · d3 pedone del bianco · f2 pedone del bianco | b7 pedone del nero · d7 pedone del nero · g7 re del bianco · c6 pedone del nero · d6 alfiere del bianco · c5 pedone del bianco · e5 pedone del bianco · f5 re del nero · a4 pedone del nero · c4 pedone del bianco · d4 pedone del nero · d3 pedone del bianco · f2 pedone del bianco | b7 pedone del nero · d7 pedone del nero · g7 re del bianco · c6 pedone del nero · d6 alfiere del bianco · c5 pedone del bianco · e5 pedone del bianco · f5 re del nero · a4 pedone del nero · c4 pedone del bianco · d4 pedone del nero · d3 pedone del bianco · f2 pedone del bianco | b7 pedone del nero · d7 pedone del nero · g7 re del bianco · c6 pedone del nero · d6 alfiere del bianco · c5 pedone del bianco · e5 pedone del bianco · f5 re del nero · a4 pedone del nero · c4 pedone del bianco · d4 pedone del nero · d3 pedone del bianco · f2 pedone del bianco | b7 pedone del nero · d7 pedone del nero · g7 re del bianco · c6 pedone del nero · d6 alfiere del bianco · c5 pedone del bianco · e5 pedone del bianco · f5 re del nero · a4 pedone del nero · c4 pedone del bianco · d4 pedone del nero · d3 pedone del bianco · f2 pedone del bianco | b7 pedone del nero · d7 pedone del nero · g7 re del bianco · c6 pedone del nero · d6 alfiere del bianco · c5 pedone del bianco · e5 pedone del bianco · f5 re del nero · a4 pedone del nero · c4 pedone del bianco · d4 pedone del nero · d3 pedone del bianco · f2 pedone del bianco | b7 pedone del nero · d7 pedone del nero · g7 re del bianco · c6 pedone del nero · d6 alfiere del bianco · c5 pedone del bianco · e5 pedone del bianco · f5 re del nero · a4 pedone del nero · c4 pedone del bianco · d4 pedone del nero · d3 pedone del bianco · f2 pedone del bianco | b7 pedone del nero · d7 pedone del nero · g7 re del bianco · c6 pedone del nero · d6 alfiere del bianco · c5 pedone del bianco · e5 pedone del bianco · f5 re del nero · a4 pedone del nero · c4 pedone del bianco · d4 pedone del nero · d3 pedone del bianco · f2 pedone del bianco | 4 |
| 3 | b7 pedone del nero · d7 pedone del nero · g7 re del bianco · c6 pedone del nero · d6 alfiere del bianco · c5 pedone del bianco · e5 pedone del bianco · f5 re del nero · a4 pedone del nero · c4 pedone del bianco · d4 pedone del nero · d3 pedone del bianco · f2 pedone del bianco | b7 pedone del nero · d7 pedone del nero · g7 re del bianco · c6 pedone del nero · d6 alfiere del bianco · c5 pedone del bianco · e5 pedone del bianco · f5 re del nero · a4 pedone del nero · c4 pedone del bianco · d4 pedone del nero · d3 pedone del bianco · f2 pedone del bianco | b7 pedone del nero · d7 pedone del nero · g7 re del bianco · c6 pedone del nero · d6 alfiere del bianco · c5 pedone del bianco · e5 pedone del bianco · f5 re del nero · a4 pedone del nero · c4 pedone del bianco · d4 pedone del nero · d3 pedone del bianco · f2 pedone del bianco | b7 pedone del nero · d7 pedone del nero · g7 re del bianco · c6 pedone del nero · d6 alfiere del bianco · c5 pedone del bianco · e5 pedone del bianco · f5 re del nero · a4 pedone del nero · c4 pedone del bianco · d4 pedone del nero · d3 pedone del bianco · f2 pedone del bianco | b7 pedone del nero · d7 pedone del nero · g7 re del bianco · c6 pedone del nero · d6 alfiere del bianco · c5 pedone del bianco · e5 pedone del bianco · f5 re del nero · a4 pedone del nero · c4 pedone del bianco · d4 pedone del nero · d3 pedone del bianco · f2 pedone del bianco | b7 pedone del nero · d7 pedone del nero · g7 re del bianco · c6 pedone del nero · d6 alfiere del bianco · c5 pedone del bianco · e5 pedone del bianco · f5 re del nero · a4 pedone del nero · c4 pedone del bianco · d4 pedone del nero · d3 pedone del bianco · f2 pedone del bianco | b7 pedone del nero · d7 pedone del nero · g7 re del bianco · c6 pedone del nero · d6 alfiere del bianco · c5 pedone del bianco · e5 pedone del bianco · f5 re del nero · a4 pedone del nero · c4 pedone del bianco · d4 pedone del nero · d3 pedone del bianco · f2 pedone del bianco | b7 pedone del nero · d7 pedone del nero · g7 re del bianco · c6 pedone del nero · d6 alfiere del bianco · c5 pedone del bianco · e5 pedone del bianco · f5 re del nero · a4 pedone del nero · c4 pedone del bianco · d4 pedone del nero · d3 pedone del bianco · f2 pedone del bianco | 3 |
| 2 | b7 pedone del nero · d7 pedone del nero · g7 re del bianco · c6 pedone del nero · d6 alfiere del bianco · c5 pedone del bianco · e5 pedone del bianco · f5 re del nero · a4 pedone del nero · c4 pedone del bianco · d4 pedone del nero · d3 pedone del bianco · f2 pedone del bianco | b7 pedone del nero · d7 pedone del nero · g7 re del bianco · c6 pedone del nero · d6 alfiere del bianco · c5 pedone del bianco · e5 pedone del bianco · f5 re del nero · a4 pedone del nero · c4 pedone del bianco · d4 pedone del nero · d3 pedone del bianco · f2 pedone del bianco | b7 pedone del nero · d7 pedone del nero · g7 re del bianco · c6 pedone del nero · d6 alfiere del bianco · c5 pedone del bianco · e5 pedone del bianco · f5 re del nero · a4 pedone del nero · c4 pedone del bianco · d4 pedone del nero · d3 pedone del bianco · f2 pedone del bianco | b7 pedone del nero · d7 pedone del nero · g7 re del bianco · c6 pedone del nero · d6 alfiere del bianco · c5 pedone del bianco · e5 pedone del bianco · f5 re del nero · a4 pedone del nero · c4 pedone del bianco · d4 pedone del nero · d3 pedone del bianco · f2 pedone del bianco | b7 pedone del nero · d7 pedone del nero · g7 re del bianco · c6 pedone del nero · d6 alfiere del bianco · c5 pedone del bianco · e5 pedone del bianco · f5 re del nero · a4 pedone del nero · c4 pedone del bianco · d4 pedone del nero · d3 pedone del bianco · f2 pedone del bianco | b7 pedone del nero · d7 pedone del nero · g7 re del bianco · c6 pedone del nero · d6 alfiere del bianco · c5 pedone del bianco · e5 pedone del bianco · f5 re del nero · a4 pedone del nero · c4 pedone del bianco · d4 pedone del nero · d3 pedone del bianco · f2 pedone del bianco | b7 pedone del nero · d7 pedone del nero · g7 re del bianco · c6 pedone del nero · d6 alfiere del bianco · c5 pedone del bianco · e5 pedone del bianco · f5 re del nero · a4 pedone del nero · c4 pedone del bianco · d4 pedone del nero · d3 pedone del bianco · f2 pedone del bianco | b7 pedone del nero · d7 pedone del nero · g7 re del bianco · c6 pedone del nero · d6 alfiere del bianco · c5 pedone del bianco · e5 pedone del bianco · f5 re del nero · a4 pedone del nero · c4 pedone del bianco · d4 pedone del nero · d3 pedone del bianco · f2 pedone del bianco | 2 |
| 1 | b7 pedone del nero · d7 pedone del nero · g7 re del bianco · c6 pedone del nero · d6 alfiere del bianco · c5 pedone del bianco · e5 pedone del bianco · f5 re del nero · a4 pedone del nero · c4 pedone del bianco · d4 pedone del nero · d3 pedone del bianco · f2 pedone del bianco | b7 pedone del nero · d7 pedone del nero · g7 re del bianco · c6 pedone del nero · d6 alfiere del bianco · c5 pedone del bianco · e5 pedone del bianco · f5 re del nero · a4 pedone del nero · c4 pedone del bianco · d4 pedone del nero · d3 pedone del bianco · f2 pedone del bianco | b7 pedone del nero · d7 pedone del nero · g7 re del bianco · c6 pedone del nero · d6 alfiere del bianco · c5 pedone del bianco · e5 pedone del bianco · f5 re del nero · a4 pedone del nero · c4 pedone del bianco · d4 pedone del nero · d3 pedone del bianco · f2 pedone del bianco | b7 pedone del nero · d7 pedone del nero · g7 re del bianco · c6 pedone del nero · d6 alfiere del bianco · c5 pedone del bianco · e5 pedone del bianco · f5 re del nero · a4 pedone del nero · c4 pedone del bianco · d4 pedone del nero · d3 pedone del bianco · f2 pedone del bianco | b7 pedone del nero · d7 pedone del nero · g7 re del bianco · c6 pedone del nero · d6 alfiere del bianco · c5 pedone del bianco · e5 pedone del bianco · f5 re del nero · a4 pedone del nero · c4 pedone del bianco · d4 pedone del nero · d3 pedone del bianco · f2 pedone del bianco | b7 pedone del nero · d7 pedone del nero · g7 re del bianco · c6 pedone del nero · d6 alfiere del bianco · c5 pedone del bianco · e5 pedone del bianco · f5 re del nero · a4 pedone del nero · c4 pedone del bianco · d4 pedone del nero · d3 pedone del bianco · f2 pedone del bianco | b7 pedone del nero · d7 pedone del nero · g7 re del bianco · c6 pedone del nero · d6 alfiere del bianco · c5 pedone del bianco · e5 pedone del bianco · f5 re del nero · a4 pedone del nero · c4 pedone del bianco · d4 pedone del nero · d3 pedone del bianco · f2 pedone del bianco | b7 pedone del nero · d7 pedone del nero · g7 re del bianco · c6 pedone del nero · d6 alfiere del bianco · c5 pedone del bianco · e5 pedone del bianco · f5 re del nero · a4 pedone del nero · c4 pedone del bianco · d4 pedone del nero · d3 pedone del bianco · f2 pedone del bianco | 1 |
|   | a | b | c | d | e | f | g | h |   |

|   | a | b | c | d | e | f | g | h |   |
| 8 | d7 torre del nero · f7 cavallo del bianco · g7 pedone del nero · a6 alfiere del nero · b2 re del nero · f2 re del bianco · f1 torre del bianco | d7 torre del nero · f7 cavallo del bianco · g7 pedone del nero · a6 alfiere del nero · b2 re del nero · f2 re del bianco · f1 torre del bianco | d7 torre del nero · f7 cavallo del bianco · g7 pedone del nero · a6 alfiere del nero · b2 re del nero · f2 re del bianco · f1 torre del bianco | d7 torre del nero · f7 cavallo del bianco · g7 pedone del nero · a6 alfiere del nero · b2 re del nero · f2 re del bianco · f1 torre del bianco | d7 torre del nero · f7 cavallo del bianco · g7 pedone del nero · a6 alfiere del nero · b2 re del nero · f2 re del bianco · f1 torre del bianco | d7 torre del nero · f7 cavallo del bianco · g7 pedone del nero · a6 alfiere del nero · b2 re del nero · f2 re del bianco · f1 torre del bianco | d7 torre del nero · f7 cavallo del bianco · g7 pedone del nero · a6 alfiere del nero · b2 re del nero · f2 re del bianco · f1 torre del bianco | d7 torre del nero · f7 cavallo del bianco · g7 pedone del nero · a6 alfiere del nero · b2 re del nero · f2 re del bianco · f1 torre del bianco | 8 |
| 7 | d7 torre del nero · f7 cavallo del bianco · g7 pedone del nero · a6 alfiere del nero · b2 re del nero · f2 re del bianco · f1 torre del bianco | d7 torre del nero · f7 cavallo del bianco · g7 pedone del nero · a6 alfiere del nero · b2 re del nero · f2 re del bianco · f1 torre del bianco | d7 torre del nero · f7 cavallo del bianco · g7 pedone del nero · a6 alfiere del nero · b2 re del nero · f2 re del bianco · f1 torre del bianco | d7 torre del nero · f7 cavallo del bianco · g7 pedone del nero · a6 alfiere del nero · b2 re del nero · f2 re del bianco · f1 torre del bianco | d7 torre del nero · f7 cavallo del bianco · g7 pedone del nero · a6 alfiere del nero · b2 re del nero · f2 re del bianco · f1 torre del bianco | d7 torre del nero · f7 cavallo del bianco · g7 pedone del nero · a6 alfiere del nero · b2 re del nero · f2 re del bianco · f1 torre del bianco | d7 torre del nero · f7 cavallo del bianco · g7 pedone del nero · a6 alfiere del nero · b2 re del nero · f2 re del bianco · f1 torre del bianco | d7 torre del nero · f7 cavallo del bianco · g7 pedone del nero · a6 alfiere del nero · b2 re del nero · f2 re del bianco · f1 torre del bianco | 7 |
| 6 | d7 torre del nero · f7 cavallo del bianco · g7 pedone del nero · a6 alfiere del nero · b2 re del nero · f2 re del bianco · f1 torre del bianco | d7 torre del nero · f7 cavallo del bianco · g7 pedone del nero · a6 alfiere del nero · b2 re del nero · f2 re del bianco · f1 torre del bianco | d7 torre del nero · f7 cavallo del bianco · g7 pedone del nero · a6 alfiere del nero · b2 re del nero · f2 re del bianco · f1 torre del bianco | d7 torre del nero · f7 cavallo del bianco · g7 pedone del nero · a6 alfiere del nero · b2 re del nero · f2 re del bianco · f1 torre del bianco | d7 torre del nero · f7 cavallo del bianco · g7 pedone del nero · a6 alfiere del nero · b2 re del nero · f2 re del bianco · f1 torre del bianco | d7 torre del nero · f7 cavallo del bianco · g7 pedone del nero · a6 alfiere del nero · b2 re del nero · f2 re del bianco · f1 torre del bianco | d7 torre del nero · f7 cavallo del bianco · g7 pedone del nero · a6 alfiere del nero · b2 re del nero · f2 re del bianco · f1 torre del bianco | d7 torre del nero · f7 cavallo del bianco · g7 pedone del nero · a6 alfiere del nero · b2 re del nero · f2 re del bianco · f1 torre del bianco | 6 |
| 5 | d7 torre del nero · f7 cavallo del bianco · g7 pedone del nero · a6 alfiere del nero · b2 re del nero · f2 re del bianco · f1 torre del bianco | d7 torre del nero · f7 cavallo del bianco · g7 pedone del nero · a6 alfiere del nero · b2 re del nero · f2 re del bianco · f1 torre del bianco | d7 torre del nero · f7 cavallo del bianco · g7 pedone del nero · a6 alfiere del nero · b2 re del nero · f2 re del bianco · f1 torre del bianco | d7 torre del nero · f7 cavallo del bianco · g7 pedone del nero · a6 alfiere del nero · b2 re del nero · f2 re del bianco · f1 torre del bianco | d7 torre del nero · f7 cavallo del bianco · g7 pedone del nero · a6 alfiere del nero · b2 re del nero · f2 re del bianco · f1 torre del bianco | d7 torre del nero · f7 cavallo del bianco · g7 pedone del nero · a6 alfiere del nero · b2 re del nero · f2 re del bianco · f1 torre del bianco | d7 torre del nero · f7 cavallo del bianco · g7 pedone del nero · a6 alfiere del nero · b2 re del nero · f2 re del bianco · f1 torre del bianco | d7 torre del nero · f7 cavallo del bianco · g7 pedone del nero · a6 alfiere del nero · b2 re del nero · f2 re del bianco · f1 torre del bianco | 5 |
| 4 | d7 torre del nero · f7 cavallo del bianco · g7 pedone del nero · a6 alfiere del nero · b2 re del nero · f2 re del bianco · f1 torre del bianco | d7 torre del nero · f7 cavallo del bianco · g7 pedone del nero · a6 alfiere del nero · b2 re del nero · f2 re del bianco · f1 torre del bianco | d7 torre del nero · f7 cavallo del bianco · g7 pedone del nero · a6 alfiere del nero · b2 re del nero · f2 re del bianco · f1 torre del bianco | d7 torre del nero · f7 cavallo del bianco · g7 pedone del nero · a6 alfiere del nero · b2 re del nero · f2 re del bianco · f1 torre del bianco | d7 torre del nero · f7 cavallo del bianco · g7 pedone del nero · a6 alfiere del nero · b2 re del nero · f2 re del bianco · f1 torre del bianco | d7 torre del nero · f7 cavallo del bianco · g7 pedone del nero · a6 alfiere del nero · b2 re del nero · f2 re del bianco · f1 torre del bianco | d7 torre del nero · f7 cavallo del bianco · g7 pedone del nero · a6 alfiere del nero · b2 re del nero · f2 re del bianco · f1 torre del bianco | d7 torre del nero · f7 cavallo del bianco · g7 pedone del nero · a6 alfiere del nero · b2 re del nero · f2 re del bianco · f1 torre del bianco | 4 |
| 3 | d7 torre del nero · f7 cavallo del bianco · g7 pedone del nero · a6 alfiere del nero · b2 re del nero · f2 re del bianco · f1 torre del bianco | d7 torre del nero · f7 cavallo del bianco · g7 pedone del nero · a6 alfiere del nero · b2 re del nero · f2 re del bianco · f1 torre del bianco | d7 torre del nero · f7 cavallo del bianco · g7 pedone del nero · a6 alfiere del nero · b2 re del nero · f2 re del bianco · f1 torre del bianco | d7 torre del nero · f7 cavallo del bianco · g7 pedone del nero · a6 alfiere del nero · b2 re del nero · f2 re del bianco · f1 torre del bianco | d7 torre del nero · f7 cavallo del bianco · g7 pedone del nero · a6 alfiere del nero · b2 re del nero · f2 re del bianco · f1 torre del bianco | d7 torre del nero · f7 cavallo del bianco · g7 pedone del nero · a6 alfiere del nero · b2 re del nero · f2 re del bianco · f1 torre del bianco | d7 torre del nero · f7 cavallo del bianco · g7 pedone del nero · a6 alfiere del nero · b2 re del nero · f2 re del bianco · f1 torre del bianco | d7 torre del nero · f7 cavallo del bianco · g7 pedone del nero · a6 alfiere del nero · b2 re del nero · f2 re del bianco · f1 torre del bianco | 3 |
| 2 | d7 torre del nero · f7 cavallo del bianco · g7 pedone del nero · a6 alfiere del nero · b2 re del nero · f2 re del bianco · f1 torre del bianco | d7 torre del nero · f7 cavallo del bianco · g7 pedone del nero · a6 alfiere del nero · b2 re del nero · f2 re del bianco · f1 torre del bianco | d7 torre del nero · f7 cavallo del bianco · g7 pedone del nero · a6 alfiere del nero · b2 re del nero · f2 re del bianco · f1 torre del bianco | d7 torre del nero · f7 cavallo del bianco · g7 pedone del nero · a6 alfiere del nero · b2 re del nero · f2 re del bianco · f1 torre del bianco | d7 torre del nero · f7 cavallo del bianco · g7 pedone del nero · a6 alfiere del nero · b2 re del nero · f2 re del bianco · f1 torre del bianco | d7 torre del nero · f7 cavallo del bianco · g7 pedone del nero · a6 alfiere del nero · b2 re del nero · f2 re del bianco · f1 torre del bianco | d7 torre del nero · f7 cavallo del bianco · g7 pedone del nero · a6 alfiere del nero · b2 re del nero · f2 re del bianco · f1 torre del bianco | d7 torre del nero · f7 cavallo del bianco · g7 pedone del nero · a6 alfiere del nero · b2 re del nero · f2 re del bianco · f1 torre del bianco | 2 |
| 1 | d7 torre del nero · f7 cavallo del bianco · g7 pedone del nero · a6 alfiere del nero · b2 re del nero · f2 re del bianco · f1 torre del bianco | d7 torre del nero · f7 cavallo del bianco · g7 pedone del nero · a6 alfiere del nero · b2 re del nero · f2 re del bianco · f1 torre del bianco | d7 torre del nero · f7 cavallo del bianco · g7 pedone del nero · a6 alfiere del nero · b2 re del nero · f2 re del bianco · f1 torre del bianco | d7 torre del nero · f7 cavallo del bianco · g7 pedone del nero · a6 alfiere del nero · b2 re del nero · f2 re del bianco · f1 torre del bianco | d7 torre del nero · f7 cavallo del bianco · g7 pedone del nero · a6 alfiere del nero · b2 re del nero · f2 re del bianco · f1 torre del bianco | d7 torre del nero · f7 cavallo del bianco · g7 pedone del nero · a6 alfiere del nero · b2 re del nero · f2 re del bianco · f1 torre del bianco | d7 torre del nero · f7 cavallo del bianco · g7 pedone del nero · a6 alfiere del nero · b2 re del nero · f2 re del bianco · f1 torre del bianco | d7 torre del nero · f7 cavallo del bianco · g7 pedone del nero · a6 alfiere del nero · b2 re del nero · f2 re del bianco · f1 torre del bianco | 1 |
|   | a | b | c | d | e | f | g | h |   |

|   | a | b | c | d | e | f | g | h |   |
| 8 | e8 torre del bianco · a7 re del nero · c7 re del bianco · e7 pedone del nero · e6 pedone del nero · g6 cavallo del nero · b5 pedone del nero · e5 pedone del nero · b4 pedone del nero · g4 cavallo del nero · g3 alfiere del bianco · a2 alfiere del bianco · e2 cavallo del bianco · f2 pedone del nero · g2 torre del bianco · h2 pedone del nero · g1 alfiere del nero · h1 donna del nero | e8 torre del bianco · a7 re del nero · c7 re del bianco · e7 pedone del nero · e6 pedone del nero · g6 cavallo del nero · b5 pedone del nero · e5 pedone del nero · b4 pedone del nero · g4 cavallo del nero · g3 alfiere del bianco · a2 alfiere del bianco · e2 cavallo del bianco · f2 pedone del nero · g2 torre del bianco · h2 pedone del nero · g1 alfiere del nero · h1 donna del nero | e8 torre del bianco · a7 re del nero · c7 re del bianco · e7 pedone del nero · e6 pedone del nero · g6 cavallo del nero · b5 pedone del nero · e5 pedone del nero · b4 pedone del nero · g4 cavallo del nero · g3 alfiere del bianco · a2 alfiere del bianco · e2 cavallo del bianco · f2 pedone del nero · g2 torre del bianco · h2 pedone del nero · g1 alfiere del nero · h1 donna del nero | e8 torre del bianco · a7 re del nero · c7 re del bianco · e7 pedone del nero · e6 pedone del nero · g6 cavallo del nero · b5 pedone del nero · e5 pedone del nero · b4 pedone del nero · g4 cavallo del nero · g3 alfiere del bianco · a2 alfiere del bianco · e2 cavallo del bianco · f2 pedone del nero · g2 torre del bianco · h2 pedone del nero · g1 alfiere del nero · h1 donna del nero | e8 torre del bianco · a7 re del nero · c7 re del bianco · e7 pedone del nero · e6 pedone del nero · g6 cavallo del nero · b5 pedone del nero · e5 pedone del nero · b4 pedone del nero · g4 cavallo del nero · g3 alfiere del bianco · a2 alfiere del bianco · e2 cavallo del bianco · f2 pedone del nero · g2 torre del bianco · h2 pedone del nero · g1 alfiere del nero · h1 donna del nero | e8 torre del bianco · a7 re del nero · c7 re del bianco · e7 pedone del nero · e6 pedone del nero · g6 cavallo del nero · b5 pedone del nero · e5 pedone del nero · b4 pedone del nero · g4 cavallo del nero · g3 alfiere del bianco · a2 alfiere del bianco · e2 cavallo del bianco · f2 pedone del nero · g2 torre del bianco · h2 pedone del nero · g1 alfiere del nero · h1 donna del nero | e8 torre del bianco · a7 re del nero · c7 re del bianco · e7 pedone del nero · e6 pedone del nero · g6 cavallo del nero · b5 pedone del nero · e5 pedone del nero · b4 pedone del nero · g4 cavallo del nero · g3 alfiere del bianco · a2 alfiere del bianco · e2 cavallo del bianco · f2 pedone del nero · g2 torre del bianco · h2 pedone del nero · g1 alfiere del nero · h1 donna del nero | e8 torre del bianco · a7 re del nero · c7 re del bianco · e7 pedone del nero · e6 pedone del nero · g6 cavallo del nero · b5 pedone del nero · e5 pedone del nero · b4 pedone del nero · g4 cavallo del nero · g3 alfiere del bianco · a2 alfiere del bianco · e2 cavallo del bianco · f2 pedone del nero · g2 torre del bianco · h2 pedone del nero · g1 alfiere del nero · h1 donna del nero | 8 |
| 7 | e8 torre del bianco · a7 re del nero · c7 re del bianco · e7 pedone del nero · e6 pedone del nero · g6 cavallo del nero · b5 pedone del nero · e5 pedone del nero · b4 pedone del nero · g4 cavallo del nero · g3 alfiere del bianco · a2 alfiere del bianco · e2 cavallo del bianco · f2 pedone del nero · g2 torre del bianco · h2 pedone del nero · g1 alfiere del nero · h1 donna del nero | e8 torre del bianco · a7 re del nero · c7 re del bianco · e7 pedone del nero · e6 pedone del nero · g6 cavallo del nero · b5 pedone del nero · e5 pedone del nero · b4 pedone del nero · g4 cavallo del nero · g3 alfiere del bianco · a2 alfiere del bianco · e2 cavallo del bianco · f2 pedone del nero · g2 torre del bianco · h2 pedone del nero · g1 alfiere del nero · h1 donna del nero | e8 torre del bianco · a7 re del nero · c7 re del bianco · e7 pedone del nero · e6 pedone del nero · g6 cavallo del nero · b5 pedone del nero · e5 pedone del nero · b4 pedone del nero · g4 cavallo del nero · g3 alfiere del bianco · a2 alfiere del bianco · e2 cavallo del bianco · f2 pedone del nero · g2 torre del bianco · h2 pedone del nero · g1 alfiere del nero · h1 donna del nero | e8 torre del bianco · a7 re del nero · c7 re del bianco · e7 pedone del nero · e6 pedone del nero · g6 cavallo del nero · b5 pedone del nero · e5 pedone del nero · b4 pedone del nero · g4 cavallo del nero · g3 alfiere del bianco · a2 alfiere del bianco · e2 cavallo del bianco · f2 pedone del nero · g2 torre del bianco · h2 pedone del nero · g1 alfiere del nero · h1 donna del nero | e8 torre del bianco · a7 re del nero · c7 re del bianco · e7 pedone del nero · e6 pedone del nero · g6 cavallo del nero · b5 pedone del nero · e5 pedone del nero · b4 pedone del nero · g4 cavallo del nero · g3 alfiere del bianco · a2 alfiere del bianco · e2 cavallo del bianco · f2 pedone del nero · g2 torre del bianco · h2 pedone del nero · g1 alfiere del nero · h1 donna del nero | e8 torre del bianco · a7 re del nero · c7 re del bianco · e7 pedone del nero · e6 pedone del nero · g6 cavallo del nero · b5 pedone del nero · e5 pedone del nero · b4 pedone del nero · g4 cavallo del nero · g3 alfiere del bianco · a2 alfiere del bianco · e2 cavallo del bianco · f2 pedone del nero · g2 torre del bianco · h2 pedone del nero · g1 alfiere del nero · h1 donna del nero | e8 torre del bianco · a7 re del nero · c7 re del bianco · e7 pedone del nero · e6 pedone del nero · g6 cavallo del nero · b5 pedone del nero · e5 pedone del nero · b4 pedone del nero · g4 cavallo del nero · g3 alfiere del bianco · a2 alfiere del bianco · e2 cavallo del bianco · f2 pedone del nero · g2 torre del bianco · h2 pedone del nero · g1 alfiere del nero · h1 donna del nero | e8 torre del bianco · a7 re del nero · c7 re del bianco · e7 pedone del nero · e6 pedone del nero · g6 cavallo del nero · b5 pedone del nero · e5 pedone del nero · b4 pedone del nero · g4 cavallo del nero · g3 alfiere del bianco · a2 alfiere del bianco · e2 cavallo del bianco · f2 pedone del nero · g2 torre del bianco · h2 pedone del nero · g1 alfiere del nero · h1 donna del nero | 7 |
| 6 | e8 torre del bianco · a7 re del nero · c7 re del bianco · e7 pedone del nero · e6 pedone del nero · g6 cavallo del nero · b5 pedone del nero · e5 pedone del nero · b4 pedone del nero · g4 cavallo del nero · g3 alfiere del bianco · a2 alfiere del bianco · e2 cavallo del bianco · f2 pedone del nero · g2 torre del bianco · h2 pedone del nero · g1 alfiere del nero · h1 donna del nero | e8 torre del bianco · a7 re del nero · c7 re del bianco · e7 pedone del nero · e6 pedone del nero · g6 cavallo del nero · b5 pedone del nero · e5 pedone del nero · b4 pedone del nero · g4 cavallo del nero · g3 alfiere del bianco · a2 alfiere del bianco · e2 cavallo del bianco · f2 pedone del nero · g2 torre del bianco · h2 pedone del nero · g1 alfiere del nero · h1 donna del nero | e8 torre del bianco · a7 re del nero · c7 re del bianco · e7 pedone del nero · e6 pedone del nero · g6 cavallo del nero · b5 pedone del nero · e5 pedone del nero · b4 pedone del nero · g4 cavallo del nero · g3 alfiere del bianco · a2 alfiere del bianco · e2 cavallo del bianco · f2 pedone del nero · g2 torre del bianco · h2 pedone del nero · g1 alfiere del nero · h1 donna del nero | e8 torre del bianco · a7 re del nero · c7 re del bianco · e7 pedone del nero · e6 pedone del nero · g6 cavallo del nero · b5 pedone del nero · e5 pedone del nero · b4 pedone del nero · g4 cavallo del nero · g3 alfiere del bianco · a2 alfiere del bianco · e2 cavallo del bianco · f2 pedone del nero · g2 torre del bianco · h2 pedone del nero · g1 alfiere del nero · h1 donna del nero | e8 torre del bianco · a7 re del nero · c7 re del bianco · e7 pedone del nero · e6 pedone del nero · g6 cavallo del nero · b5 pedone del nero · e5 pedone del nero · b4 pedone del nero · g4 cavallo del nero · g3 alfiere del bianco · a2 alfiere del bianco · e2 cavallo del bianco · f2 pedone del nero · g2 torre del bianco · h2 pedone del nero · g1 alfiere del nero · h1 donna del nero | e8 torre del bianco · a7 re del nero · c7 re del bianco · e7 pedone del nero · e6 pedone del nero · g6 cavallo del nero · b5 pedone del nero · e5 pedone del nero · b4 pedone del nero · g4 cavallo del nero · g3 alfiere del bianco · a2 alfiere del bianco · e2 cavallo del bianco · f2 pedone del nero · g2 torre del bianco · h2 pedone del nero · g1 alfiere del nero · h1 donna del nero | e8 torre del bianco · a7 re del nero · c7 re del bianco · e7 pedone del nero · e6 pedone del nero · g6 cavallo del nero · b5 pedone del nero · e5 pedone del nero · b4 pedone del nero · g4 cavallo del nero · g3 alfiere del bianco · a2 alfiere del bianco · e2 cavallo del bianco · f2 pedone del nero · g2 torre del bianco · h2 pedone del nero · g1 alfiere del nero · h1 donna del nero | e8 torre del bianco · a7 re del nero · c7 re del bianco · e7 pedone del nero · e6 pedone del nero · g6 cavallo del nero · b5 pedone del nero · e5 pedone del nero · b4 pedone del nero · g4 cavallo del nero · g3 alfiere del bianco · a2 alfiere del bianco · e2 cavallo del bianco · f2 pedone del nero · g2 torre del bianco · h2 pedone del nero · g1 alfiere del nero · h1 donna del nero | 6 |
| 5 | e8 torre del bianco · a7 re del nero · c7 re del bianco · e7 pedone del nero · e6 pedone del nero · g6 cavallo del nero · b5 pedone del nero · e5 pedone del nero · b4 pedone del nero · g4 cavallo del nero · g3 alfiere del bianco · a2 alfiere del bianco · e2 cavallo del bianco · f2 pedone del nero · g2 torre del bianco · h2 pedone del nero · g1 alfiere del nero · h1 donna del nero | e8 torre del bianco · a7 re del nero · c7 re del bianco · e7 pedone del nero · e6 pedone del nero · g6 cavallo del nero · b5 pedone del nero · e5 pedone del nero · b4 pedone del nero · g4 cavallo del nero · g3 alfiere del bianco · a2 alfiere del bianco · e2 cavallo del bianco · f2 pedone del nero · g2 torre del bianco · h2 pedone del nero · g1 alfiere del nero · h1 donna del nero | e8 torre del bianco · a7 re del nero · c7 re del bianco · e7 pedone del nero · e6 pedone del nero · g6 cavallo del nero · b5 pedone del nero · e5 pedone del nero · b4 pedone del nero · g4 cavallo del nero · g3 alfiere del bianco · a2 alfiere del bianco · e2 cavallo del bianco · f2 pedone del nero · g2 torre del bianco · h2 pedone del nero · g1 alfiere del nero · h1 donna del nero | e8 torre del bianco · a7 re del nero · c7 re del bianco · e7 pedone del nero · e6 pedone del nero · g6 cavallo del nero · b5 pedone del nero · e5 pedone del nero · b4 pedone del nero · g4 cavallo del nero · g3 alfiere del bianco · a2 alfiere del bianco · e2 cavallo del bianco · f2 pedone del nero · g2 torre del bianco · h2 pedone del nero · g1 alfiere del nero · h1 donna del nero | e8 torre del bianco · a7 re del nero · c7 re del bianco · e7 pedone del nero · e6 pedone del nero · g6 cavallo del nero · b5 pedone del nero · e5 pedone del nero · b4 pedone del nero · g4 cavallo del nero · g3 alfiere del bianco · a2 alfiere del bianco · e2 cavallo del bianco · f2 pedone del nero · g2 torre del bianco · h2 pedone del nero · g1 alfiere del nero · h1 donna del nero | e8 torre del bianco · a7 re del nero · c7 re del bianco · e7 pedone del nero · e6 pedone del nero · g6 cavallo del nero · b5 pedone del nero · e5 pedone del nero · b4 pedone del nero · g4 cavallo del nero · g3 alfiere del bianco · a2 alfiere del bianco · e2 cavallo del bianco · f2 pedone del nero · g2 torre del bianco · h2 pedone del nero · g1 alfiere del nero · h1 donna del nero | e8 torre del bianco · a7 re del nero · c7 re del bianco · e7 pedone del nero · e6 pedone del nero · g6 cavallo del nero · b5 pedone del nero · e5 pedone del nero · b4 pedone del nero · g4 cavallo del nero · g3 alfiere del bianco · a2 alfiere del bianco · e2 cavallo del bianco · f2 pedone del nero · g2 torre del bianco · h2 pedone del nero · g1 alfiere del nero · h1 donna del nero | e8 torre del bianco · a7 re del nero · c7 re del bianco · e7 pedone del nero · e6 pedone del nero · g6 cavallo del nero · b5 pedone del nero · e5 pedone del nero · b4 pedone del nero · g4 cavallo del nero · g3 alfiere del bianco · a2 alfiere del bianco · e2 cavallo del bianco · f2 pedone del nero · g2 torre del bianco · h2 pedone del nero · g1 alfiere del nero · h1 donna del nero | 5 |
| 4 | e8 torre del bianco · a7 re del nero · c7 re del bianco · e7 pedone del nero · e6 pedone del nero · g6 cavallo del nero · b5 pedone del nero · e5 pedone del nero · b4 pedone del nero · g4 cavallo del nero · g3 alfiere del bianco · a2 alfiere del bianco · e2 cavallo del bianco · f2 pedone del nero · g2 torre del bianco · h2 pedone del nero · g1 alfiere del nero · h1 donna del nero | e8 torre del bianco · a7 re del nero · c7 re del bianco · e7 pedone del nero · e6 pedone del nero · g6 cavallo del nero · b5 pedone del nero · e5 pedone del nero · b4 pedone del nero · g4 cavallo del nero · g3 alfiere del bianco · a2 alfiere del bianco · e2 cavallo del bianco · f2 pedone del nero · g2 torre del bianco · h2 pedone del nero · g1 alfiere del nero · h1 donna del nero | e8 torre del bianco · a7 re del nero · c7 re del bianco · e7 pedone del nero · e6 pedone del nero · g6 cavallo del nero · b5 pedone del nero · e5 pedone del nero · b4 pedone del nero · g4 cavallo del nero · g3 alfiere del bianco · a2 alfiere del bianco · e2 cavallo del bianco · f2 pedone del nero · g2 torre del bianco · h2 pedone del nero · g1 alfiere del nero · h1 donna del nero | e8 torre del bianco · a7 re del nero · c7 re del bianco · e7 pedone del nero · e6 pedone del nero · g6 cavallo del nero · b5 pedone del nero · e5 pedone del nero · b4 pedone del nero · g4 cavallo del nero · g3 alfiere del bianco · a2 alfiere del bianco · e2 cavallo del bianco · f2 pedone del nero · g2 torre del bianco · h2 pedone del nero · g1 alfiere del nero · h1 donna del nero | e8 torre del bianco · a7 re del nero · c7 re del bianco · e7 pedone del nero · e6 pedone del nero · g6 cavallo del nero · b5 pedone del nero · e5 pedone del nero · b4 pedone del nero · g4 cavallo del nero · g3 alfiere del bianco · a2 alfiere del bianco · e2 cavallo del bianco · f2 pedone del nero · g2 torre del bianco · h2 pedone del nero · g1 alfiere del nero · h1 donna del nero | e8 torre del bianco · a7 re del nero · c7 re del bianco · e7 pedone del nero · e6 pedone del nero · g6 cavallo del nero · b5 pedone del nero · e5 pedone del nero · b4 pedone del nero · g4 cavallo del nero · g3 alfiere del bianco · a2 alfiere del bianco · e2 cavallo del bianco · f2 pedone del nero · g2 torre del bianco · h2 pedone del nero · g1 alfiere del nero · h1 donna del nero | e8 torre del bianco · a7 re del nero · c7 re del bianco · e7 pedone del nero · e6 pedone del nero · g6 cavallo del nero · b5 pedone del nero · e5 pedone del nero · b4 pedone del nero · g4 cavallo del nero · g3 alfiere del bianco · a2 alfiere del bianco · e2 cavallo del bianco · f2 pedone del nero · g2 torre del bianco · h2 pedone del nero · g1 alfiere del nero · h1 donna del nero | e8 torre del bianco · a7 re del nero · c7 re del bianco · e7 pedone del nero · e6 pedone del nero · g6 cavallo del nero · b5 pedone del nero · e5 pedone del nero · b4 pedone del nero · g4 cavallo del nero · g3 alfiere del bianco · a2 alfiere del bianco · e2 cavallo del bianco · f2 pedone del nero · g2 torre del bianco · h2 pedone del nero · g1 alfiere del nero · h1 donna del nero | 4 |
| 3 | e8 torre del bianco · a7 re del nero · c7 re del bianco · e7 pedone del nero · e6 pedone del nero · g6 cavallo del nero · b5 pedone del nero · e5 pedone del nero · b4 pedone del nero · g4 cavallo del nero · g3 alfiere del bianco · a2 alfiere del bianco · e2 cavallo del bianco · f2 pedone del nero · g2 torre del bianco · h2 pedone del nero · g1 alfiere del nero · h1 donna del nero | e8 torre del bianco · a7 re del nero · c7 re del bianco · e7 pedone del nero · e6 pedone del nero · g6 cavallo del nero · b5 pedone del nero · e5 pedone del nero · b4 pedone del nero · g4 cavallo del nero · g3 alfiere del bianco · a2 alfiere del bianco · e2 cavallo del bianco · f2 pedone del nero · g2 torre del bianco · h2 pedone del nero · g1 alfiere del nero · h1 donna del nero | e8 torre del bianco · a7 re del nero · c7 re del bianco · e7 pedone del nero · e6 pedone del nero · g6 cavallo del nero · b5 pedone del nero · e5 pedone del nero · b4 pedone del nero · g4 cavallo del nero · g3 alfiere del bianco · a2 alfiere del bianco · e2 cavallo del bianco · f2 pedone del nero · g2 torre del bianco · h2 pedone del nero · g1 alfiere del nero · h1 donna del nero | e8 torre del bianco · a7 re del nero · c7 re del bianco · e7 pedone del nero · e6 pedone del nero · g6 cavallo del nero · b5 pedone del nero · e5 pedone del nero · b4 pedone del nero · g4 cavallo del nero · g3 alfiere del bianco · a2 alfiere del bianco · e2 cavallo del bianco · f2 pedone del nero · g2 torre del bianco · h2 pedone del nero · g1 alfiere del nero · h1 donna del nero | e8 torre del bianco · a7 re del nero · c7 re del bianco · e7 pedone del nero · e6 pedone del nero · g6 cavallo del nero · b5 pedone del nero · e5 pedone del nero · b4 pedone del nero · g4 cavallo del nero · g3 alfiere del bianco · a2 alfiere del bianco · e2 cavallo del bianco · f2 pedone del nero · g2 torre del bianco · h2 pedone del nero · g1 alfiere del nero · h1 donna del nero | e8 torre del bianco · a7 re del nero · c7 re del bianco · e7 pedone del nero · e6 pedone del nero · g6 cavallo del nero · b5 pedone del nero · e5 pedone del nero · b4 pedone del nero · g4 cavallo del nero · g3 alfiere del bianco · a2 alfiere del bianco · e2 cavallo del bianco · f2 pedone del nero · g2 torre del bianco · h2 pedone del nero · g1 alfiere del nero · h1 donna del nero | e8 torre del bianco · a7 re del nero · c7 re del bianco · e7 pedone del nero · e6 pedone del nero · g6 cavallo del nero · b5 pedone del nero · e5 pedone del nero · b4 pedone del nero · g4 cavallo del nero · g3 alfiere del bianco · a2 alfiere del bianco · e2 cavallo del bianco · f2 pedone del nero · g2 torre del bianco · h2 pedone del nero · g1 alfiere del nero · h1 donna del nero | e8 torre del bianco · a7 re del nero · c7 re del bianco · e7 pedone del nero · e6 pedone del nero · g6 cavallo del nero · b5 pedone del nero · e5 pedone del nero · b4 pedone del nero · g4 cavallo del nero · g3 alfiere del bianco · a2 alfiere del bianco · e2 cavallo del bianco · f2 pedone del nero · g2 torre del bianco · h2 pedone del nero · g1 alfiere del nero · h1 donna del nero | 3 |
| 2 | e8 torre del bianco · a7 re del nero · c7 re del bianco · e7 pedone del nero · e6 pedone del nero · g6 cavallo del nero · b5 pedone del nero · e5 pedone del nero · b4 pedone del nero · g4 cavallo del nero · g3 alfiere del bianco · a2 alfiere del bianco · e2 cavallo del bianco · f2 pedone del nero · g2 torre del bianco · h2 pedone del nero · g1 alfiere del nero · h1 donna del nero | e8 torre del bianco · a7 re del nero · c7 re del bianco · e7 pedone del nero · e6 pedone del nero · g6 cavallo del nero · b5 pedone del nero · e5 pedone del nero · b4 pedone del nero · g4 cavallo del nero · g3 alfiere del bianco · a2 alfiere del bianco · e2 cavallo del bianco · f2 pedone del nero · g2 torre del bianco · h2 pedone del nero · g1 alfiere del nero · h1 donna del nero | e8 torre del bianco · a7 re del nero · c7 re del bianco · e7 pedone del nero · e6 pedone del nero · g6 cavallo del nero · b5 pedone del nero · e5 pedone del nero · b4 pedone del nero · g4 cavallo del nero · g3 alfiere del bianco · a2 alfiere del bianco · e2 cavallo del bianco · f2 pedone del nero · g2 torre del bianco · h2 pedone del nero · g1 alfiere del nero · h1 donna del nero | e8 torre del bianco · a7 re del nero · c7 re del bianco · e7 pedone del nero · e6 pedone del nero · g6 cavallo del nero · b5 pedone del nero · e5 pedone del nero · b4 pedone del nero · g4 cavallo del nero · g3 alfiere del bianco · a2 alfiere del bianco · e2 cavallo del bianco · f2 pedone del nero · g2 torre del bianco · h2 pedone del nero · g1 alfiere del nero · h1 donna del nero | e8 torre del bianco · a7 re del nero · c7 re del bianco · e7 pedone del nero · e6 pedone del nero · g6 cavallo del nero · b5 pedone del nero · e5 pedone del nero · b4 pedone del nero · g4 cavallo del nero · g3 alfiere del bianco · a2 alfiere del bianco · e2 cavallo del bianco · f2 pedone del nero · g2 torre del bianco · h2 pedone del nero · g1 alfiere del nero · h1 donna del nero | e8 torre del bianco · a7 re del nero · c7 re del bianco · e7 pedone del nero · e6 pedone del nero · g6 cavallo del nero · b5 pedone del nero · e5 pedone del nero · b4 pedone del nero · g4 cavallo del nero · g3 alfiere del bianco · a2 alfiere del bianco · e2 cavallo del bianco · f2 pedone del nero · g2 torre del bianco · h2 pedone del nero · g1 alfiere del nero · h1 donna del nero | e8 torre del bianco · a7 re del nero · c7 re del bianco · e7 pedone del nero · e6 pedone del nero · g6 cavallo del nero · b5 pedone del nero · e5 pedone del nero · b4 pedone del nero · g4 cavallo del nero · g3 alfiere del bianco · a2 alfiere del bianco · e2 cavallo del bianco · f2 pedone del nero · g2 torre del bianco · h2 pedone del nero · g1 alfiere del nero · h1 donna del nero | e8 torre del bianco · a7 re del nero · c7 re del bianco · e7 pedone del nero · e6 pedone del nero · g6 cavallo del nero · b5 pedone del nero · e5 pedone del nero · b4 pedone del nero · g4 cavallo del nero · g3 alfiere del bianco · a2 alfiere del bianco · e2 cavallo del bianco · f2 pedone del nero · g2 torre del bianco · h2 pedone del nero · g1 alfiere del nero · h1 donna del nero | 2 |
| 1 | e8 torre del bianco · a7 re del nero · c7 re del bianco · e7 pedone del nero · e6 pedone del nero · g6 cavallo del nero · b5 pedone del nero · e5 pedone del nero · b4 pedone del nero · g4 cavallo del nero · g3 alfiere del bianco · a2 alfiere del bianco · e2 cavallo del bianco · f2 pedone del nero · g2 torre del bianco · h2 pedone del nero · g1 alfiere del nero · h1 donna del nero | e8 torre del bianco · a7 re del nero · c7 re del bianco · e7 pedone del nero · e6 pedone del nero · g6 cavallo del nero · b5 pedone del nero · e5 pedone del nero · b4 pedone del nero · g4 cavallo del nero · g3 alfiere del bianco · a2 alfiere del bianco · e2 cavallo del bianco · f2 pedone del nero · g2 torre del bianco · h2 pedone del nero · g1 alfiere del nero · h1 donna del nero | e8 torre del bianco · a7 re del nero · c7 re del bianco · e7 pedone del nero · e6 pedone del nero · g6 cavallo del nero · b5 pedone del nero · e5 pedone del nero · b4 pedone del nero · g4 cavallo del nero · g3 alfiere del bianco · a2 alfiere del bianco · e2 cavallo del bianco · f2 pedone del nero · g2 torre del bianco · h2 pedone del nero · g1 alfiere del nero · h1 donna del nero | e8 torre del bianco · a7 re del nero · c7 re del bianco · e7 pedone del nero · e6 pedone del nero · g6 cavallo del nero · b5 pedone del nero · e5 pedone del nero · b4 pedone del nero · g4 cavallo del nero · g3 alfiere del bianco · a2 alfiere del bianco · e2 cavallo del bianco · f2 pedone del nero · g2 torre del bianco · h2 pedone del nero · g1 alfiere del nero · h1 donna del nero | e8 torre del bianco · a7 re del nero · c7 re del bianco · e7 pedone del nero · e6 pedone del nero · g6 cavallo del nero · b5 pedone del nero · e5 pedone del nero · b4 pedone del nero · g4 cavallo del nero · g3 alfiere del bianco · a2 alfiere del bianco · e2 cavallo del bianco · f2 pedone del nero · g2 torre del bianco · h2 pedone del nero · g1 alfiere del nero · h1 donna del nero | e8 torre del bianco · a7 re del nero · c7 re del bianco · e7 pedone del nero · e6 pedone del nero · g6 cavallo del nero · b5 pedone del nero · e5 pedone del nero · b4 pedone del nero · g4 cavallo del nero · g3 alfiere del bianco · a2 alfiere del bianco · e2 cavallo del bianco · f2 pedone del nero · g2 torre del bianco · h2 pedone del nero · g1 alfiere del nero · h1 donna del nero | e8 torre del bianco · a7 re del nero · c7 re del bianco · e7 pedone del nero · e6 pedone del nero · g6 cavallo del nero · b5 pedone del nero · e5 pedone del nero · b4 pedone del nero · g4 cavallo del nero · g3 alfiere del bianco · a2 alfiere del bianco · e2 cavallo del bianco · f2 pedone del nero · g2 torre del bianco · h2 pedone del nero · g1 alfiere del nero · h1 donna del nero | e8 torre del bianco · a7 re del nero · c7 re del bianco · e7 pedone del nero · e6 pedone del nero · g6 cavallo del nero · b5 pedone del nero · e5 pedone del nero · b4 pedone del nero · g4 cavallo del nero · g3 alfiere del bianco · a2 alfiere del bianco · e2 cavallo del bianco · f2 pedone del nero · g2 torre del bianco · h2 pedone del nero · g1 alfiere del nero · h1 donna del nero | 1 |
|   | a | b | c | d | e | f | g | h |   |

Soluzione:
1. Ad5 !  (min. 2. Ta8#) 
1. ...exd5  2. Cd4! exd4 

3. Ad6!  exd6 

4. Te1!  (min. 5. Ta1#) 

4. ...f1=D/T  5. Ta2# 